# Gustav Adolf Barthel
Gustav Adolf Barthel (* 11. März 1819 in Braunschweig; † 18. Juli 1898 ebenda) war ein deutscher Porträtmaler. Er war seit 1852 braunschweigischer Hofmaler und von 1857 bis 1880 Inspektor der Herzoglichen Gemäldegalerie in Braunschweig.

## Leben
Barthel erhielt seine erste Ausbildung durch seinen Vater, den Maler, Zeichner und Stecher Friedrich Barthel († 1846). Sein älterer Bruder war der Literaturhistoriker Karl Barthel. Im Alter von 15 Jahren erlangte er durch ein Porträt des Schauspielers Eduard Schütz Aufmerksamkeit und Förderung durch den regierenden Herzog Wilhelm. Seit 1836 besuchte Barthel das Collegium Carolinum in seiner Heimatstadt. Im Jahre 1838 ermöglichte ihm ein herzogliches Stipendium ein Studium an der Münchner Akademie, wo Joseph Karl Stieler und Wilhelm von Kaulbach zu seinen Lehrern zählten. An der Düsseldorfer Kunstakademie setzte er seine Studien bei Carl Friedrich Lessing fort. Seit 1842 war Barthel in Braunschweig als Bildnismaler tätig. Herzog Wilhelm ernannte ihn 1852 zum Hofmaler und 1857 zum Inspektor der Herzoglichen Gemäldegalerie. Im Jahre 1864 wurde er zum Ritter des Guelfenordens ernannt.
Sein Sohn war der Theaterschauspieler Alexander Barthel.

## Werk
Neben einigen Genre- und Landschaftsbildern schuf Barthel vor allem Porträts, darunter Abbildungen der braunschweigischen Herzöge Ferdinand, Friedrich Wilhelm, Karl Wilhelm Ferdinand und Wilhelm. Er porträtierte Mitglieder des Braunschweiger Hoftheaters, darunter Eduard Schütz, Wilhelm Schwerin, Marie Heese, Caroline Fischer-Achten, Johanna Größer und Amalie Dub. Daneben schuf er Bildnisse von Pastoren der Katharinenkirche. Seine Werke werden im Braunschweigischen Landesmuseum und im Städtischen Museum Braunschweig gezeigt. Ein großformatiges Bildnis des Herzogs Wilhelm wird seit 2011 im Weißen Saal des Schlossmuseums ausgestellt.

Werke von Gustav Adolf Barthel
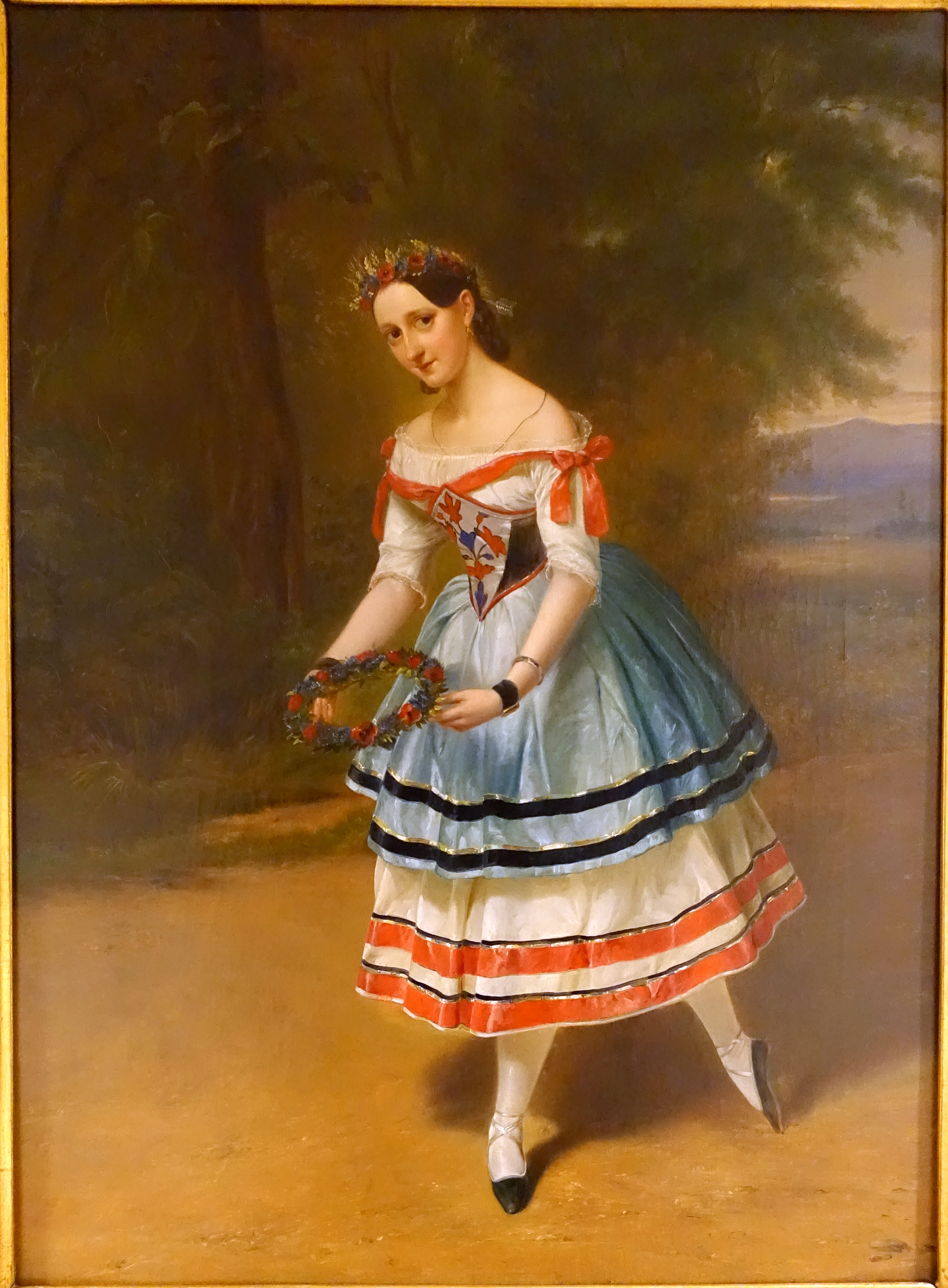
Amalie Dub als Ännchen in Der Freischütz von Carl Maria von Weber, Öl auf Leinwand, Braunschweigisches Landesmuseum
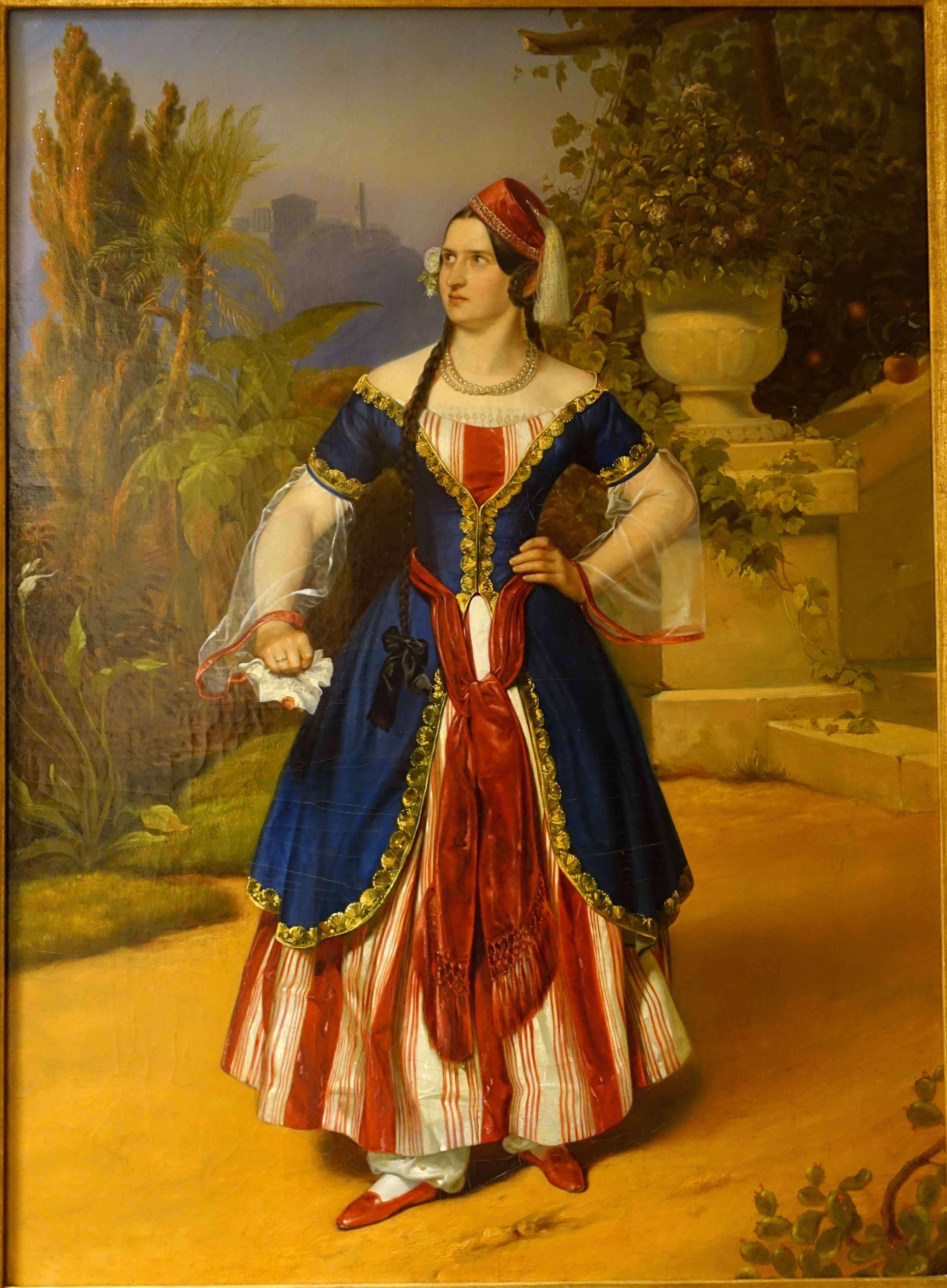
Caroline Fischer-Achten als Konstanze in Die Entführung aus dem Serail von Wolfgang Amadeus Mozart, Öl auf Leinwand, Braunschweigisches Landesmuseum
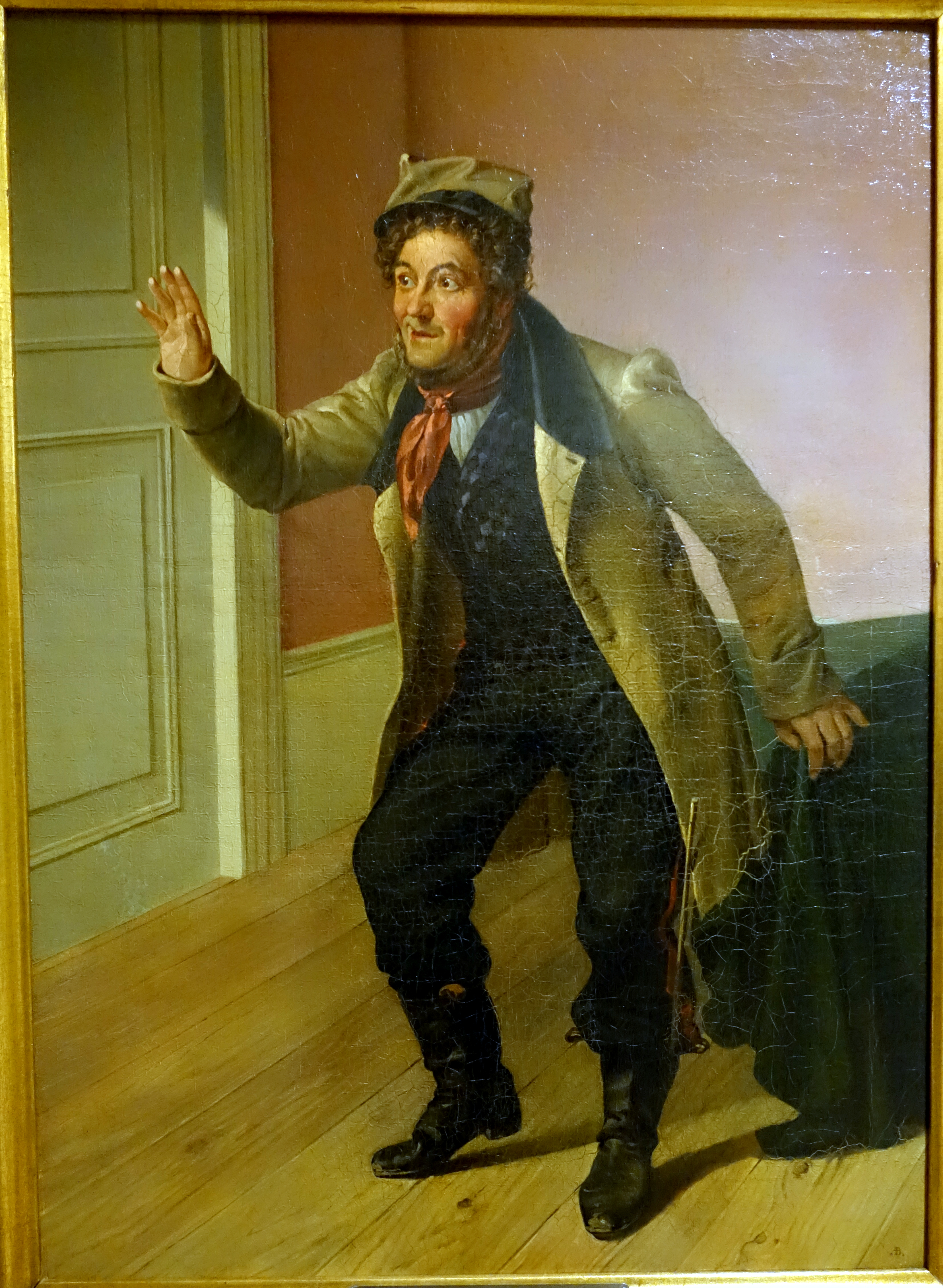
Friedrich Möller als Schuster Knierrim in Der böse Geist Lumpazivagabundus von Johann Nepomuk Nestroy, Öl auf Leinwand, Braunschweigisches Landesmuseum

## Schriften
- Verzeichniß der Gemälde-Sammlung des Herzoglichen Museums zu Braunschweig. Meher, Braunschweig 1859, OCLC 313615725.